# 三奈木村
三奈木村（みなぎむら）は、福岡県朝倉郡にあった村。現在の朝倉市の一部。

## 地理
筑後川支流・佐田川の中流域に位置していた。

## 歴史

### 沿革
- 1889年（明治22年）4月1日 - 町村制の施行により、下座郡三奈木村、城村、荷原村、矢野竹村、屋形原村、板屋村が合併して村制施行し、三奈木村が発足[2][3]。
- 1896年（明治29年）4月1日 - 郡の統合により朝倉郡に所属[2][4]。
- 1954年（昭和29年）4月1日 - 朝倉郡甘木町、安川村、秋月町、上秋月村、立石村、福田村、馬田村、蜷城村、金川村と合併し、甘木市を新設して廃止された[2][3]

### 地名の由来
合併村の中で三奈木村が大きく、古来より知られた地名のため。

## 産業
主要産業は農業。三奈木砂糖（黒砂糖）はよく知られている。